# Fogazza

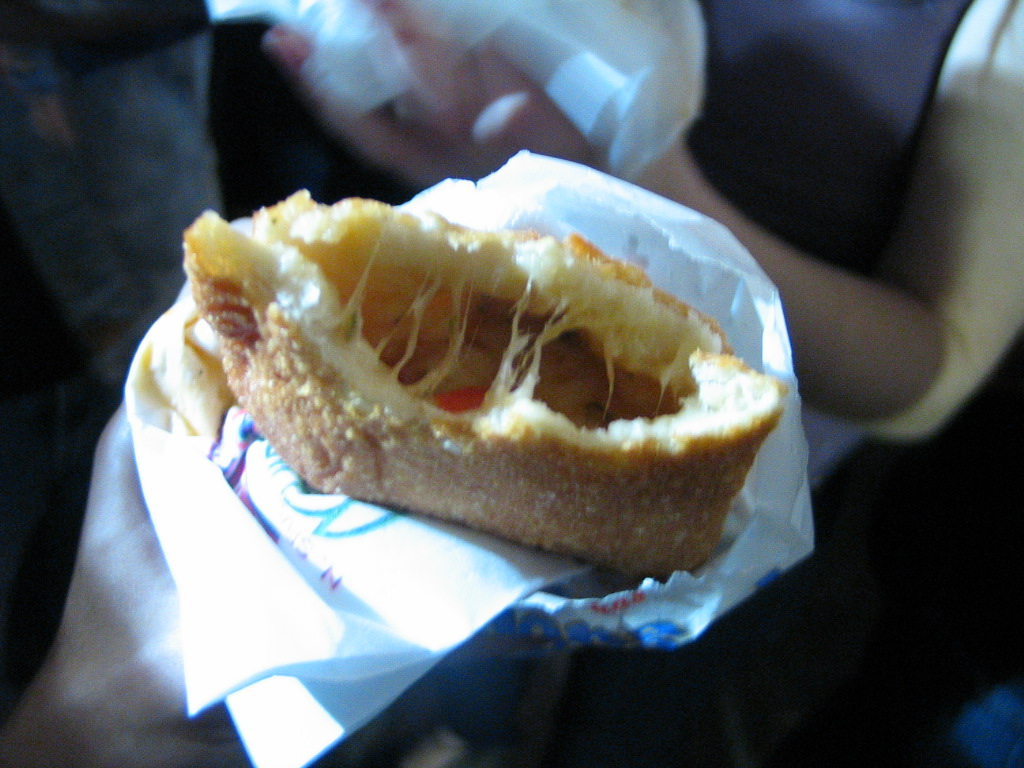
Fogazza

A Fogazza é uma espécie de pastel, cuja base é uma massa de farinha de trigo, batatas e óleo podendo ser recheada com queijo, variados tipos de carne e condimentos, em geral frito em óleo, mas pode ser assado também. É parecida em muitos aspectos a um pequeno calzone, porém se aproxima mais a um panzerotto.
Fogazza (da maneira como é escrita) não existe na Itália.
Muitas pessoas confundem a fogazza com a focaccia, que é assada ao forno, tem variados tipos de cobertura, embora na Itália, em algumas regiões, são denominações sinônimas, no Brasil são receitas bastante distintas. Provavelmente a fogazza é uma variação brasileira.
Há, também, outros termos relacionados, como ficazza (espécie de pizza de massa alta à base de batata) ou ficazella (pastel frito), utilizados principalmente pelos descendentes de italianos residentes na cidade de São Paulo.